# Paul Pugliesi-Conti
Pour les articles homonymes, voir Pugliesi-Conti.
Paul Joseph Pugliesi-Conti est un homme politique français né le 6 juillet 1861 à Saint-Pons-de-Mauchiens (Hérault) et décédé le 2 janvier 1933 à Paris.

## Biographie

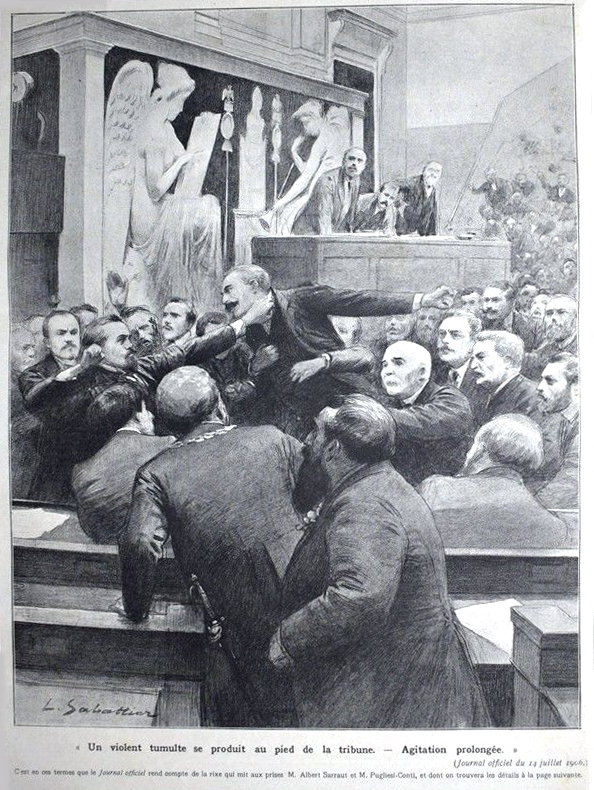
Rixe entre Albert Sarraut et Paul Pugliesi-Conti à la Chambre des députés, 13 juillet 1906.

Fils d'Antoine Pugliesi-Conti, frère de Dominique Pugliesi-Conti et d'Henri Pugliesi-Conti, il est avocat à Paris en 1887. 
Conseiller municipal de Paris en 1900 et conseiller général, il est député de la Seine de 1902 à 1919, il siège à droite, au groupe des Indépendants.
À la séance du 13 juillet 1906 à la Chambre des Députés votant le projet de loi réintégrant dans l'armée le capitaine Dreyfus, il prend à partie Albert Sarraut et le provoque en duel. Les deux hommes se rencontreront le jour même à Ville-d'Avray. Clemenceau est directeur du combat. L'assaut est bref, Sarraut s'enferre d'emblée sur l'épée de Pugliesi-Conti. 
En novembre 1913, il propose de taxer les patrons de main d’œuvre immigrée «pour protéger l'emploi des ouvriers français».
Il meurt à son domicile du 87 avenue de Villiers à Paris 17e le 2 janvier 1933.

## Sources
- « Paul Pugliesi-Conti », dans le Dictionnaire des parlementaires français (1889-1940), sous la direction de Jean Jolly, PUF, 1960 [détail de l’édition]